# Circunscrições eclesiásticas católicas do México
A Igreja Católica no México compreende por 19 províncias eclesiásticas, cada uma dirigida por um arcebispo. As províncias, por sua vez, são subdivididas em 18 arquidioceses, 68 dioceses e 5 Prelados.

## Província Eclesiástica de Acapulco
- Arquidiocese de Acapulco
  - Diocese de Chilpancingo-Chilapa
  - Diocese de Ciudad Altamirano
  - Diocese de Tlapa

## Província Eclesiástica de Antequera
- Arquidiocese de Antequera
  - Diocese de Puerto Escondido
  - Diocese de Tehuantepec
  - Diocese de Tuxtepec
  - Prelazia Territorial de Huautla
  - Prelazia Territorial de Mixes

## Província Eclesiástica de Chihuahua
- Arquidiocese de Chihuahua
  - Diocese de Ciudad Juárez
  - Diocese de Cuauhtémoc-Madera
  - Diocese de Nuevo Casas Grandes
  - Diocese de Parral
  - Diocese de Tarahumara

## Província Eclesiástica de Durango
- Arquidiocese de Durango
  - Diocese de Gómez Palacio
  - Diocese de Mazatlán
  - Diocese de Torreón
  - Prelazia Territorial de El Salto

## Província Eclesiástica de Guadalajara
- Arquidiocese de Guadalajara
  - Diocese de Aguascalientes
  - Diocese de Autlán
  - Diocese de Ciudad Guzmán
  - Diocese de Colima
  - Diocese de San Juan de los Lagos
  - Diocese de Tepic
  - Prelazia Territorial de Jesús María del Nayar

## Província Eclesiástica de Hermosillo
- Arquidiocese de Hermosillo
  - Diocese de Ciudad Obregón
  - Diocese de Culiacán

## Província Eclesiástica de Jalapa
- Arquidiocese de Xalapa
  - Diocese de Coatzacoalcos
  - Diocese de Córdoba
  - Diocese de Orizaba
  - Diocese de Papantla
  - Diocese de San Andrés Tuxtla
  - Diocese de Tuxpan
  - Diocese de Veracruz

## Província Eclesiástica de León
- Arquidiocese de León
  - Diocese de Celaya
  - Diocese de Irapuato
  - Diocese de Querétaro

## Província Eclesiástica de Cidade do México
- Arquidiocese da Cidade do México
  - Diocese de Azcapotzalco
  - Diocese de Iztapalapa
  - Diocese de Xochimilco

## Província Eclesiástica de Monterrey
- Arquidiocese de Monterrey
  - Diocese de Ciudad Victoria
  - Diocese de Linares
  - Diocese de Matamoros-Reynosa
  - Diocese de Nuevo Laredo
  - Diocese de Piedras Negras
  - Diocese de Saltillo
  - Diocese de Tampico

## Província Eclesiástica de Morelia
- Arquidiocese de Morelia
  - Diocese de Apatzingán
  - Diocese de Ciudad Lázaro Cárdenas
  - Diocese de Tacámbaro
  - Diocese de Zamora

## Província Eclesiástica de Puebla de los Ángeles
- Arquidiocese de Puebla de los Ángeles
  - Diocese de Huajuapan de León
  - Diocese de Tehuacán
  - Diocese de Tlaxcala

## Província Eclesiástica de San Luis Potosí
- Arquidiocese de San Luis Potosí
  - Diocese de Ciudad Valles
  - Diocese de Matehuala
  - Diocese de Zacatecas

## Província Eclesiástica de Tijuana
- Arquidiocese de Tijuana
  - Diocese de Ensenada
  - Diocese de La Paz en la Baja California Sur
  - Diocese de Mexicali

## Província Eclesiástica de Tlalnepantla
- Arquidiocese de Tlalnepantla
  - Diocese de Cuautitlán
  - Diocese de Ecatepec
  - Diocese de Izcalli
  - Diocese de Nezahualcóyotl
  - Diocese de Teotihuacán
  - Diocese de Texcoco
  - Diocese de Valle de Chalco

## Província Eclesiástica de Toluca
- Arquidiocese de Toluca
  - Diocese de Atlacomulco
  - Diocese de Cuernavaca
  - Diocese de Tenancingo

## Província Eclesiástica de Tulancingo
- Arquidiocese de Tulancingo
  - Diocese de Huejutla
  - Diocese de Tula

## Província Eclesiástica de Tuxtla Gutiérrez
- Arquidiocese de Tuxtla Gutiérrez
  - Diocese de San Cristóbal de Las Casas
  - Diocese de Tapachula

## Província Eclesiástica de Iucatã
- Arquidiocese de Iucatã
  - Diocese de Campeche
  - Diocese de Cancún-Chetumal
  - Diocese de Tabasco